# Tom Mison
 (juillet 2016).
Si vous disposez d'ouvrages ou d'articles de référence ou si vous connaissez des sites web de qualité traitant du thème abordé ici, merci de compléter l'article en donnant les références utiles à sa vérifiabilité et en les liant à la section « Notes et références ».
Tom Mison, né à Londres le 23 juillet 1982, est un acteur britannique.

## Biographie
Thomas James Mison est né le 23 juillet 1982 à Londres, en Angleterre.

## Carrière
Il fait ses débuts à l'Almeida Theatre de Londres. Il joue dans la pièce When The Rain Stops Falling de Andrew Bovell et se fait remarquer. Il commence une carrière sur le petit écran où il joue pour la première fois en 2005, alors qu'il est âgé de 23 ans, dans la mini-série L'île mystérieuse.

## Filmographie

### Cinéma
- 2006 : L'Entente cordiale : Niels
- 2006 : Venus : un amoureux
- 2006 : Heroes and Villains : Nathan
- 2008 : Out There : Jean-Luc
- 2009 : Slingers : Frank
- 2010 : Steve de Rupert Friend (court métrage) : l'homme
- 2011 : Un jour : Callum
- 2011 : Des saumons dans le désert : Capitaine Robert Mayers
- 2012 : Zeros : l'homme bulle
- 2012 : Stars in Shorts : l'homme
- 2013 : Jadoo : Mark
- 2013 : Dead Cat : Tim
- 2026 : De Gaulle d'Antonin Baudry : Anthony Eden

### Télévision
- 2005 : L'Île mystérieuse : Blake
- 2005 : A Waste of Shame: The Mystery of Shakespeare and His Sonnets (en) : Jeune sang
- 2006 : The Amazing Mrs Pritchard (en) : Ben Sixsmith (4 épisodes)
- 2007 : Journal intime d'une call girl : Daniel (1 épisode)
- 2008 : Hercule Poirot : David Baker (1 épisode)
- 2008 : Orgueil et Quiproquos : M. Bingley (4 épisodes)
- 2009 : Inspecteur Lewis : Dorian Crane (1 épisode)
- 2010  : New Tricks : Tim Mortimer (1 épisode)
- 2012 : Parade's End : Potty Perowne (4 épisodes)
- 2013-2017 : Sleepy Hollow : Ichabod Crane
- 2015 : Bones : Ichabod Crane (Saison 11 épisode 5, crossover entre les deux séries)
- 2018 : Watchmen : M. Phillips / le garde-chasse (saison 1)
- 2019 : Quatre Mariages et un Enterrement (en) : Quentin (3 épisodes)
- 2021 - 2022 : See : Lord Harlan (16 épisode)
- 2022 : The Ex-Wife (en) : Jack